# هينينج لارسن (دراج)
هينينج لارسن هو دراج دنماركي، ولد في 9 أبريل 1931 في كوبنهاغن في الدنمارك.

## وصلات خارجية
- هينينج آر. لارسن على موقع أرشيف الدراجات (الإنجليزية)
- هينينج آر. لارسن على موقع أوليمبيديا (الإنجليزية)